# Toni Capuozzo
Toni Capuozzo, all'anagrafe Antonio Capuozzo (Palmanova, 7 dicembre 1948), è un giornalista, scrittore e conduttore televisivo italiano.

## Biografia
Nato a Palmanova, in provincia di Udine, da padre napoletano e madre triestina, ha vissuto per un anno a Cervignano del Friuli, dove all'epoca era residente la famiglia. Consegue la maturità classica al liceo classico "Paolo Diacono" di Cividale del Friuli e si laurea in sociologia all'Università degli Studi di Trento. 
Nel 1967 aderisce al Partito Comunista Italiano, che però lascia dopo un anno soltanto per aderire alla formazione della sinistra extraparlamentare Lotta Continua. Inizia dunque l'attività di giornalista nel 1979, lavorando proprio al quotidiano di Lotta Continua, per il quale segue le vicende politiche dell'America Latina, e diviene poi ufficialmente giornalista professionista nel 1983. Dopo la chiusura del giornale, scrive per il quotidiano Reporter e per i periodici Panorama Mese ed Epoca. Durante la guerra delle Falkland (1982) ottiene un'intervista esclusiva dallo scrittore Jorge Luis Borges.
Successivamente, si occupa di mafia per il programma Mixer di Giovanni Minoli e ricopre il ruolo d'inviato per la trasmissione L'istruttoria. In seguito, collabora con alcune testate giornalistiche del gruppo editoriale Mediaset (TG4, TG5, Studio Aperto), per cui segue in particolare le guerre jugoslave, i conflitti in Somalia, in Medio Oriente e la guerra sovietico-afghana.
Vicedirettore del TG5 fino al 2013, dal 2000 al 2017 ha curato e condotto Terra!, programma d'approfondimento giornalistico in onda dapprima su Canale 5, come rubrica settimanale del TG5, e poi, sotto la direzione di Videonews, su Rete 4. Ha tenuto inoltre, su TGcom24, la rubrica Mezzi Toni. Nel 2021 ha realizzato per Mediaset il reportage Il sogno di una cosa, dedicato ai cento anni della nascita del PCI. Nel 2022, in occasione del trentennale dall’assedio di Sarajevo, ha realizzato per Mediaset lo speciale Sarajevo 1992-2022, ritorno all’inferno. Il 12 giugno  2023 realizza uno speciale, andato in onda a reti unificate, dedicato alla morte di Silvio Berlusconi e stessa cosa farà nel 2024 e 2025, nell’anniversario della sua morte.
Il 21 aprile 2025, a seguito della morte di Papa Francesco, realizza uno speciale a lui dedicato, anche questo andato in onda a reti unificate.

## Attività teatrale
Nel 2009 Capuozzo ha messo in scena, con Mauro Corona e il complesso musicale di Luigi Maieron, Tre uomini di parola, uno spettacolo i cui proventi finanziarono la costruzione di una casa-alloggio per il centro grandi ustionati di Herat (Afghanistan).
Nella stagione 2009-2010 è stato direttore artistico del «Festival del Reportage» di Atri (Abruzzo). Nel 2011, con Vanni De Lucia, ha messo in scena Pateme tene cient'anne, una storia di padri e di patrie. Ha curato per anni l'editoriale in ultima pagina della rivista del Touring Club Italiano.

## Premi
- 1983 Premio Salone del mare di Viareggio
- 1993 Premio Brianza
- 1999 Premio Saint Vincent per il servizio Il dramma delle foibe, Premio giornalistico televisivo Ilaria Alpi, Premio speciale Ilaria Alpi per i servizi da Belgrado.
- 2000 Premio Flaiano, Premio Nazionale Esercito
- 2002 Premio Ernest Hemingway, Premio Max David, Premio Antonio Russo, Premio Città di Fonte Nuova, Premio internazionale Targa d'oro della Pace, a Sarajevo, Premio La Ragazza di Benin City, Torino, Premio Cisterna d'argento, Ragalna.
- 2003 Premiolino Terrazza Martini, Premio Arrigo Benedetti Lucca, Premio Campania per la pace e i diritti umani.
- 2004 Premio Val di Sole, Premio Arpino Cicerone, Premio Media Watch Bayer, Premio città di Arona.
- 2005 Premio speciale di giornalismo Sodalitas, Premio Carlo Casalegno, Premio giornalistico Livio Zanetti
- 2006 Telegatto, Ambrogino d'oro, Premio Obiettivo Europa, Premio giornalistico "Città di Salerno", Premio Agape, Giornalista dell'anno ANA
- 2007 "Cinque stelle per il giornalismo" Milano Marittima (Ra), Premio Oriana Fallaci, Premio Gran Galà della danza e dello sport di Ravenna, Premio Cinque Terre, Premio Bacco d'Oro di Tradate, Premio Racconti dal mondo, Napoli, Premio PulciNellaMente.
- 2008 "Premio per la Pace città di Noceto" (PR), Premio Cesco Tomaselli, Premio Lamberti Sorrentino, Premio Radicchio d'oro. Il libro Adios riceve il Premio Fregene, il Premio Albòri e il Premio Maria Grazia Cutuli di San Severo.
- 2009 Premio Giorno del Ricordo, Grolla d'oro Saint Vincent
- 2010 Premio Hrant Dink, Premio "Giovanni Colombo" dei Giovani Albergatori, Premio "Gran Sasso", Premio Caravella del Mediterraneo Bari, Premio Lucio Colletti, Premio Argil Frosinone, Torre d'Argento Scafati.
- 2011 Premio Giorgio Lago, premio Ischia inviato speciale, Premio Verde Ambiente Sorrento, Tartufo d'oro Sant'Angelo in Vado, Premio Nassirya Montesilvano.
- 2012 Premio Renzo Foa, Bettona (PG), Premio Madesimo.
- 2013 Premio Maurizio Laudi, Diano Marina (SV).
- 2014 Premio Paolo Diacono, Cividale, Premio Strillaerischia, Lipari, Premio Tonino Carino.
- 2015 Premio Awards 231, Roma, Premio Mario Borsa, Somaglia, Premio Arrigo Benedetti, Barga, Premio Mondo Piccolo Roncole Verdi
- 2016 Premio Borgo Albori alla carriera, Premio Cervo d'Oro a Cervignano, Premio Penisola Sorrentina, Premio della Bontà di Lugagnano Val d'Arda
- 2017 Premio Giornalistico Antonio Maglio alla carriera, Premio Niccolò Tommaseo Senigallia
- 2018 Premio Videofestival Imperia, Premio ItinerAnnia San Giorgio di Nogaro, Premio Campania Felix Pozzuoli
- 2019 Premio Epifania, Tarcento, Premio Jacques, Rimini. Premio Guido Carli, Roma, premio Libro d'Oro Magna Grecia Film Festival, premio Triptolemos Cerignola.
- 2020 Ibla Hammamet International Award for the Middle East, Premio Renga d'oro Concordia Sagittaria, Premio Charlot Libri, Salerno, per "Lettere da un paese chiuso".
- 2021 Premio letterario Nabokov per "Piccole patrie"
- 2022 Premio alla legalità Caponnetto, Premio Torre d'argento S.Maria di Licodia, Premio Popoli Bagnara di Romagna, Premio Apoxiomeno Pesaro, "I primi d'Italia" Foligno.
- 2023 Premio Valore. Cittadinanza onoraria di Cefalà Diana (PA) e Alfano (SA)
- 2024 Premio "Peschereccio d'oro" Mazara del Vallo, Premio "Foglia d'oro", Dolegna del Collio.

## Pubblicazioni
- Il Giorno dopo la guerra - Feltrinelli, 1996
- Occhiaie di riguardo - Piemme, 2007 (raccolta di articoli scritti per il quotidiano Il Foglio)
- Adios - Mondadori, 2007
- Dietro le quinte - Racconto inserito in Dispacci dal fronte Reporters sans frontières - novembre 2007 - EGA editore
- Le guerre spiegate ai ragazzi - Mondadori, 2012
- Il segreto dei marò, Mursia 2015
- Andare per i luoghi del '68, Il Mulino 2018
- La culla del terrore, Signs Publishing 2018
- Lettere da un Paese chiuso, Signs Publishing 2020
- Piccole Patrie, Edizioni Biblioteca dell'Immagine 2020
- Balcania, Edizioni Biblioteca dell'Immagine 2022
- Giorni di guerra Signs Publishing 2022
- Guerra senza fine Signs Publishing 2023
- Nessuno più canta per strada Edizioni Biblioteca dell'Immagine 2023